# E-pacjent
e-pacjent – osoba korzystająca ze świadczeń opieki zdrowotnej z wykorzystaniem technologii informacyjno-komunikacyjnych (ang. Information Communication Technology) niezależnie od tego, czy jest zdrowa czy chora. Tradycyjna, występująca na wszystkich poziomach (mikro, mezo, makro), relacja pacjent-lekarz została rozszerzona o technologię przybierając na poziomie mikro postać lekarz-technika biomedyczna-pacjent. Technologie informacyjno-komunikacyjne (ICT) usprawniają dziś biznesowo-administracyjny aspekt funkcjonowania zakładów opieki zdrowotnej, ale także wspomagają pracę personelu medycznego, wpływając przez to na jakość opieki zdrowotnej, a tym samym i satysfakcję pacjentów. Są zdolne do przetwarzania ogromnych ilości danych, umożliwiają konsultacje medyczne bez konieczności przemieszczania się pacjenta i lekarza. Znaczenie ICT potwierdza raport The Case for e-Health. Według niego: 
1. przepisywanie leków bez pomocy komputera jest źródłem znaczących błędów,
2. Systemy Wspierania Decyzji (DSS) mogą zmniejszyć liczbę niekorzystnych zdarzeń medycznych o 55%,
3. wsparcie technologii ICT wydłuża odstępy czasowe między kolejnymi wizytami pacjentów,
4. ponad 86% pomyłek popełnianych przez lekarzy rodzinnych to błędy administracyjne w procesie leczenia polegające na zlecaniu niewłaściwych badań lub leków,
5. system informatyczny może zwrócić się w okresie od 3 do 4 lat, a w tym czasie zapobiega krzywdzie kilkuset pacjentów.

Zastosowanie ICT może decydować o zdobyciu przewagi konkurencyjnej. Dzięki szybkiej analizie zebranych w różnej formie danych zakłady opieki zdrowotnej mogą wprowadzać zmiany organizacyjne i zmniejszać ryzyko swojej działalności.
Przykładami projektów telemedycznych realizowanych w Polsce są: "Right. Zmniejszanie ryzyka diagnozy i leczenia przez zwiększenie wiedzy i praktyki pracowników ochrony zdrowia", ogólnopolski projekt klastra e-zdrowie, Telemedycyna Wielkopolska, projekt MATCH.